# Rzeka lodowcowa
Rzeka lodowcowa – rzeka prowadząca wodę pochodzącą z topienia lodowca. 
Rzeka lodowcowa może płynąć pod powierzchnią lodowca (rzeka subglacjalna), w obrębie lodowca (rzeka inglacjalna) lub na jego powierzchni (rzeka supraglacjalna). Ponadto do rzek lodowcowych zalicza się rzeki proglacjalne, odprowadzające wody wypływające z czoła lodowca oraz rzeki marginalne, które płyną równolegle do krawędzi lodowca, a z drugiej strony ograniczone są moreną, a także rzeki lateralne, które płyną pomiędzy skalnym zboczem a krawędzią podstawy lodowca.